# ケツの穴 〜上級篇〜
『ケツの穴 〜上級篇〜』は、日本の音楽グループケツメイシの4枚目のライブDVDである。2008年9月17日発売。発売元はトイズファクトリー。

## 概要
- 二枚組。一枚目は2008年に行われたワンマンツアー『ドキッ!! オヤジだらけの歌合戦 目指せ金メダル2008 ポロリもあるよ!?』から4月26日・4月27日にて、国立代々木競技場第一体育館にて行われたライブを、二枚目には特典映像を収録している。

## 収録曲

### DISC1
1. 歌謡い
2. 三十路ボンバイエ
3. 1日
4. ダンス
5. 君にBUMP
6. トレイン
7. 夢の中
8. 冬物語
9. さくら
10. また君に会える
11. ケツメイシ工場
12. スタート
13. ア・セッションプリーズ
14. 出会いのかけら
15. 恋の終わりは意外と静かに
16. ライフ イズ ビューティフル
17. トモダチ
18. 君色

### DISC2
1. 涙(アンコール)
2. 手紙～未来(アンコール)
3. さよならまたね(アンコール)
4. カーニバル(アンコール)
5. オフショット映像
6. 沖縄LIVE映像
7. おまけ映像